# Abdelhakim Mlaab
Abdelhakim Mlaab (* 22. September 1988) ist ein marokkanischer Leichtathlet, der im Weit- und Dreisprung an den Start geht.

## Sportliche Laufbahn
Erste internationale Erfahrungen sammelte Abdelhakim Mlaab im Jahr 2005, als er bei den Jugendweltmeisterschaften in Marrakesch mit 10,90 s in der ersten Runde im 100-Meter-Lauf ausschied und im Weitsprung mit 6,94 m den Finaleinzug verpasste. Zudem schied er auch mit der marokkanischen Sprintstaffel (1000 Meter) mit 1:56,82 min im Vorlauf aus. 2009 belegte er bei den Spielen der Frankophonie in Beirut mit 7,38 m den fünften Platz im Weitsprung und anschließend gelangte er bei den Arabischen Meisterschaften in Damaskus mit 7,01 m auf Rang sechs. Im Jahr darauf wurde er bei den Afrikameisterschaften in Nairobi mit 7,48 m Zehnter und 2011 belegte er bei den Panarabischen Spielen in Doha mit 7,51 m den sechsten Platz. Im Jahr darauf klassierte er sich bei den Afrikameisterschaften in Porto-Novo mit 7,01 m auf dem achten Platz und 2014 schied er bei den Afrikameisterschaften in Marrakesch mit 7,38 m in der Qualifikationsrunde aus. 2023 gewann er dann bei den Arabischen Meisterschaften ebendort mit 15,73 m die Silbermedaille im Dreisprung hinter dem Omaner Salim al-Yarabi.
In den Jahren 2010, 2013 und 2014 wurde Mlaab marokkanischer Meister im Weitsprung sowie 2019 und 2023 im Dreisprung.

## Persönliche Bestleistungen
- Weitsprung: 8,04 m, 26. März 2011 in Khouribga
  - Weitsprung (Halle): 7,56 m, 9. Februar 2011 in Sevilla
- Dreisprung: 16,35 m (+2,0 m/s), 27. Juli 2019 in Salé